# PCI事件
PCI事件（―じけん）とは、大手コンサルタント会社のパシフィックコンサルタンツインターナショナル（PCI）を巡る刑事事件。2008年にアジアに対する日本のODAに絡み、PCI社やPCI幹部らによる詐欺や特別背任、不正競争防止法違反などの一連の容疑が浮上した。東京地方検察庁特別捜査部（東京地検特捜部）によって、PCI幹部らが逮捕・起訴され、詐欺や不正競争防止法違反に関しては有罪判決を受ける一方、特別背任については無罪判決が確定している。

## 容疑
中国遺棄化学兵器処理事業詐欺事件
2004年から2006年度にかけて、中国遺棄化学兵器処理事業について人件費を水増しした事業費を内閣府に請求し、計約2億9800万円をだまし取った詐欺容疑で元PCI幹部4人が逮捕された。2009年3月、一審で被告人らは起訴事実を認め、詐欺罪の有罪判決を受けた。
中国遺棄化学兵器処理事業特別背任事件
中国での遺棄化学兵器処理事業に絡み、計約1億2000万円を関連会社向けに支出させて、PCIに損害を与えたとして特別背任容疑で元PCI幹部が逮捕された。
ただし同事件に関しては、2010年5月に東京高等裁判所で元幹部二人に対し特別背任容疑に関する無罪判決が下り、検察側が上告を断念している（元社長の脱税容疑のみ有罪とされた）。
香港裏金事件
PCIが2003年から香港の関係会社を使い、過去数年間に1億数千万円の裏金をプールして所得を隠したとして、法人税法違反でPCI幹部が逮捕された。
ベトナムODA事件
PCIがベトナムでの政府開発援助事業を受注した際に、現地高官に多額の賄賂を提供したとして、不正競争防止法違反（外国公務員への贈賄）容疑で、元PCI幹部4人が逮捕された。2009年1月、一審の東京地裁は、被告人の元幹部ら3人とPCI社に対し、不正競争防止法違反でいずれも有罪とする判決を下した。